# Bertram Wilson
Bertram Wilson   (Londres, 14 de novembre de 1896 - Dundee, 18 de març de 1935) va ser un matemàtic britànic.
Després de fer els estudis secundaris a la King Edward's School de Birmingham, va ingressar al Trinity College (Cambridge) el 1916. Com que va quedar exempt del servei militar, no va participar en la Primera Guerra Mundial i es va poder graduar el 1919. L'any 1920 va ser nomenat professor de la universitat de Liverpool on va romandre fins al 1933 en que va passar a ser professor del Dundee College de la universitat de St Andrews (actualment Universitat de Dundee) on només va estar un any i mig ja que va morir sobtadament amb només 38 anys.
Wilson és recordat per haver estat un dels editors de les Obres Escollides de Srinivasa Ramanujan i el responsable directe de les tasques editorials i administratives necessàries.